# Koeneniodes frondiger
Koeneniodes frondiger is een spinnensoort in de taxonomische indeling van de Palpigradi.
Het dier komt uit het geslacht Koeneniodes. Koeneniodes frondiger werd in 1950 beschreven door Rémy.